# Romeriksporten
Romeriksporten är Norges näst längsta järnvägstunnel efter Blixtunneln, med en längd på 14 580 meter, mellan Etterstad i östra Oslo och Lillestrøm.
Tunneln öppnades år 1999, ett år försenat på grund av vattenproblem.
Tunneln trafikeras av alla fjärr- och regionaltåg norrut från Oslo, samt flera lokaltågslinjer (Oslos pendeltåg): Kongsberg−Eidsvoll, Drammen−Dal, Skøyen−Årnes/Kongsvinger samt insatståg Oslo−Lillestrøm. Tunneln trafikeras också av samtliga flygplatståg, som förbinder Drammen, Asker och Oslo med Gardermoens flygplats. Dessutom går tåg till Karlstad och Stockholm genom tunneln. Vys lokaltåg Asker−Lillestrøm samt all godstrafik går på den äldre linjen (Hovedbanen). 
Hastigheten i hela tunneln är 210 km/h. Denna hastighet tillåts omedelbart efter att tunneln börjar i Etterstad, och fram till Lillestrøms södra infart, där hastigheten sänks till 160 km/h genom stationen för att sedan höjas längre norrut.